# Чеза Вентре (Ријети)
Чеза Вентре је насеље у Италији у округу Ријети, региону Лацио.
Према процени из 2011. у насељу је живело 15 становника. Насеље се налази на надморској висини од 1053 м.